# Kazimierz Karaś
Kazimierz Karaś herbu Dąbrowa (ur. 1711, zm. 6 lutego 1775 w Warszawie) – generał major wojsk koronnych, kasztelan wiski, marszałek prywatny króla Stanisława Augusta Poniatowskiego, asesor Komisji Skarbu Jego Królewskiej Mości w 1768 roku.

## Życiorys
Wychowanek i zaufany domownik Stanisława Poniatowskiego, kasztelana krakowskiego i ojca króla. Cześnik buski, później cześnik liwski, od 1749 pułkownik wojsk królewskich. Konsyliarz konfederacji Czartoryskich w 1764 roku. Był elektorem Stanisława Augusta Poniatowskiego z ziemi warszawskiej w 1764 roku. W 1764 został wybrany posłem ziemi warszawskiej na sejm elekcyjny. Został mianowany członkiem komisji skarbowej dóbr stołowych. W lipcu mianowany kasztelanem wiskim i z tytułem Administrator Poczt kierował Naczelnym Zarządem Poczt Koronnych i Litewskich. Od 1765 prywatny marszałek dworu królewskiego Stanisława Augusta Poniatowskiego. Odznaczony Orderem św. Stanisława 8 maja 1765 (były to pierwsze ordery Stanisława Augusta Poniatowskiego, które nadał tylko członkom swojej rodziny i Karasiowi) i w 1773 Orderem Orła Białego. Otrzymał starostwa: ryckie, zadybskie, goszczyńskie i nowodworskie. W roku 1766 został członkiem kompanii rękodzieł wełnianych, mającej na celu ożywienie produkcji wyrobów z wełny.  Członek konfederacji 1773 roku. W 1768 roku wyznaczony z Senatu do Asesorii Koronnej. Na Sejmie Rozbiorowym 1773-1775 wszedł w skład delegacji wyłonionej pod naciskiem dyplomatów trzech państw rozbiorczych, mającej przeprowadzić rozbiór. 18 września 1773 roku podpisał traktaty cesji przez Rzeczpospolitą Obojga Narodów ziem zagarniętych przez Rosję, Prusy i Austrię w I rozbiorze Polski.
W Warszawie na gruntach leżących na Oboźnej ulicy, naprzeciw starej kaplicy, zaraz obok gmachów Kazimierowskich (obecnie przy Krakowskim Przedmieściu, obok Pałacu Staszica) wzniósł w latach 1769–1772 okazały pałac w stylu wczesnego klasycyzmu, będący w okresie insurekcji kościuszkowskiej kwaterą naczelnika Tadeusza Kościuszki. Za projektanta uważa się architekta królewskiego Jakuba Fontanę, ponieważ fasada pałacu nawiązywała do projektowanej przez Fontanę przebudowy wewnętrznej elewacji Zamku Królewskiego. Pałac zburzono w 1912–1913, a na jego miejscu miał stanąć dom czynszowy.
Kazimierz Karaś zmarł w Warszawie i pochowany został u Kapucynów na ulicy Miodowej. Żonaty był od 1749 r. z Elżbietą z Hubińskich, córką Jana Hubińskiego, podczaszego rzeczyckiego, która po jego śmierci wyszła w 1776 r. za  Marcina Ledóchowskiego,  starostę rudeckiego.